# Sabani (barco japonés)

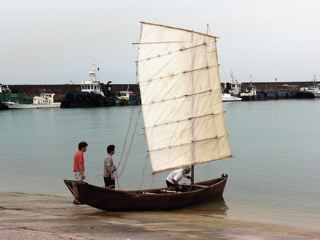
Sabani

Sabani (サバニ) es un tipo de embarcación tradicional que ha sido utilizada desde hace mucho tiempo en Kyūshū y Okinawa, regiones del sur de Japón.

## Descripción general
Sabani (サバニ) es un tipo de embarcación a vela pequeña tradicional que ha sido utilizada desde tiempos antiguos en el sur de Japón, incluyendo las islas Ryūkyū, Kyūshū y las islas Sakishima.
En Okinawa, el Sabani era considerado sinónimo de los pescadores locales conocidos como Uminchu (海人), y se utilizaba principalmente para la pesca de grandes peces como tiburones. Además de su uso pesquero, también era común entre la población general como medio de transporte. A pesar de su apariencia modesta, es una embarcación capaz de navegar en mar abierto, lo que la convirtió en un importante medio de conexión y comercio entre las islas del sur de Japón.
En la actualidad, el Sabani sigue desempeñando un papel en actividades deportivas tradicionales como el Hari (ハーリー), festivales náuticos en Okinawa y Kyūshū, y también es utilizado para recorridos turísticos o como embarcación recreativa privada, lo que ha permitido que la tradición se mantenga viva hasta hoy.

## Historia

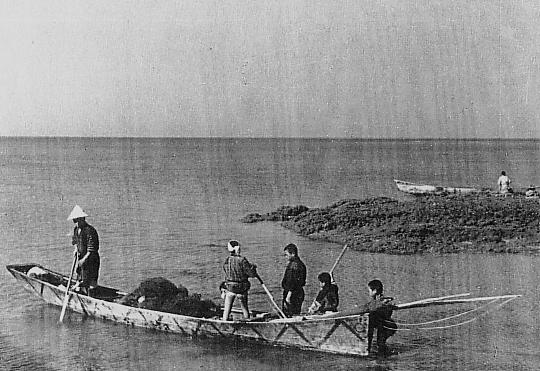
Pescadores pescando en un sabani

En el antiguo Reino de Ryūkyū, se construían originalmente canoas monolíticas. Según Kurayoshi Takara (高良倉吉), profesor emérito de la Universidad de Ryūkyū (琉球大学), el gobierno del reino promovió el uso de barcos ensamblados con tablas de madera, conocidos como Hagi-bune (ハギ舟), como una medida para proteger los bosques. Este cambio técnico dio origen al desarrollo del Sabani.
En la ciudad de Itoman (糸満市), se cuenta que el nombre “Sabani” proviene de la combinación de saba (鱶), que significa “tiburón”, y nni, que significa “barco”. Para facilitar la pesca de tiburones y la recolección de aletas de tiburón (fukahire), el diseño del Sabani fue modificado para hacerlo más ágil y veloz, capaz de maniobrar en aguas poco profundas con arrecifes y corales. El casco grueso y los costados delgados del barco lo hacían ideal para levantar redes llenas de peces, y le conferían una notable estabilidad frente a las olas o incluso en caso de vuelco.
Antes de la Segunda Guerra Mundial, carpinteros navales de Okinawa viajaron a islas bajo dominio japonés como Saipán, donde promovieron una versión adaptada del barco conocida como Nanyō Sabani (南洋サバニ).
Durante la Guerra Ruso-Japonesa, existe la historia de los Cinco Valientes de Hisamatsu (久松五勇士), cinco pescadores que, según se dice, remaron desde la Miyakojima (宮古島) hasta Ishigaki (石垣島) para informar sobre el avistamiento de la Flota Báltica. Según la leyenda, lo hicieron a bordo de un Sabani.

## Técnicas de construcción naval
El análisis detallado sobre la forma del casco y la tecnología de construcción del Sabani (サバニ) se encuentra en la obra de Katsuhiko Shiraishi (白石勝彦), Okinawa no Fune Sabani (『沖縄の舟サバニ』), publicada en 1985 por su propio estudio de diseño espacial.
Aunque el Sabani adoptó la estructura de barco ensamblado (Hagi-bune, ハギ舟) después de la era Meiji, como muchos otros barcos tradicionales japoneses, mantuvo características de la canoa tallada de un solo tronco (kuri-bune). Su forma alargada permite una mayor velocidad y al mismo tiempo ofrece buena resistencia al balanceo lateral. Sin embargo, es una embarcación que carece de estabilidad general y puede volcarse con relativa facilidad.
Su diseño también considera usos específicos en condiciones adversas: se puede semi-sumergir intencionalmente durante tormentas para evitar daños mayores, y luego ser enderezado y vaciado de agua. El fondo plano del casco permite navegar en lagunas y áreas de poca profundidad. Para el remo (eeku, エーク), se emplea madera de mokkokku (モッコク), que es adecuada para la densidad del agua salada y tiene la resistencia adecuada.
En el archipiélago de Kerama (慶良間列島), cerca de Okinawa, existen registros históricos de embarcaciones de doble casco, aunque en general el Sabani es de casco simple y carece de outrigger. No obstante, en ocasiones especiales, se ataban varios Sabani para transportar cargas pesadas, según describe Akiko Deguchi (出口晶子) en Marukibune (『丸木舟』).
El Sabani también incluye varillas llamadas fūzan (帆桟) para ajustar la forma de la vela, y la posición del mástil puede modificarse ligeramente, lo que permite optimizar la navegación según el viento.
En los Sabani de madera, se dice que el casco se recubría con aceite de hígado de tiburón para mejorar la resistencia a la corrosión. Además, las velas se teñían con sangre de cerdo para reducir su permeabilidad y aumentar su capacidad de atrapar el viento.